# Santos Abril
Santos Abril y Castelló (Alfambra, Teruel, 21 de septiembre de 1936) es un jurista y cardenal español. Sirvió al servicio diplomático de la Santa Sede hasta el año 2011, en que fue nombrado  Vice-camarlengo de la Cámara Apostólica (2011- 2012) y arcipreste de la Basílica de Santa María la Mayor (2011-2016).

## Biografía

### Sacerdote
Fue ordenado sacerdote por la diócesis de Teruel y Albarracín, el 19 de marzo de 1960. Licenciado en Ciencias Sociales y Derecho Canónico, fue llamado a asistir a la Pontificia Academia Eclesiástica en Roma, y se incorporó al servicio diplomático de la Santa Sede, trabajando en Pakistán, Turquía y en la segunda sección de la Secretaría de Estado de la Santa Sede.

## Episcopado

### Nuncio Apostólico en Bolivia
El 29 de abril de 1985 fue nombrado Nuncio Apostólico en Bolivia y Arzobispo titular de Tamada por el papa Juan Pablo II. 
Recibió su ordenación episcopal el 16 de junio de 1985 por el entonces Cardenal Secretario de Estado, Agostino Casaroli. 

### Nuncio Apostólico en Camerún y en Gabón
El 2 de octubre de 1989, Juan Pablo II lo nombró Nuncio Apostólico en Camerún y Gabón, manteniendo su obispado titular, con dignidad de arzobispo.

### Nuncio Apostólico en Macedonia, Eslovenia y Bosnia-Herzegovina
El 12 de abril de 2003, el Santo Padre Juan Pablo II lo nombró Nuncio apostólico en Macedonia (hoy Macedonia del Norte).
Dejó el servicio diplomático al alcanzar la edad máxima de los setenta y cinco años, retirándose el 9 de enero de 2011.

### Vice-Camarlengo de la Santa Sede
El 22 de enero de 2011, fue nombrado Vice-camarlengo de la Cámara Apostólica, cargo que desempeñó hasta el 23 de julio de 2012. 
El 2 de abril de 2011 fue nombrado miembro de la Congregación para los Obispos.

### Arcipreste de la Basílica de Santa María la Mayor
El 21 de noviembre de 2011 fue nombrado arcipreste de la Basílica de Santa María la Mayor, la basílica papal asociada con su país natal, España, cuyos reyes son protocanónigos del capítulo de la Basílica por bula del papa Inocencio X. Desempeñó el cargo hasta el 28 de noviembre de 2016.
Como arcipreste de la Basílica Liberiana, el cardenal Abril y Castelló fue el encargado de recibir al recién elegido papa Francisco en su primera visita fuera de la Ciudad del Vaticano, el primer día de su pontificado.

## Cardenalato
Benedicto XVI lo proclamó cardenal en el Consistorio del 18 de febrero de 2012 como Cardenal diácono de San Ponciano, tomando posesión de la diaconía el 20 de mayo del mismo año.
El 21 de abril de 2012 es nombrado miembro de la Congregación para las causas de los santos, de la Congregación para los Obispos y de la Congregación para la Evangelización de los pueblos.
El 16 de diciembre de 2013 es confirmado como miembro de la Congregación para los Obispos. El 9 de julio de 2014 es nombrado Presidente de la Comisión Cardenalicia de vigilancia del Instituto para las Obras de Religión, siendo confirmado en este cargo ad aliud quinquennium el 2 de julio de 2020.
El 4 de marzo de 2022, durante un Consistorio presidido por el papa Francisco, es promovido a la Orden de los Presbíteros manteniendo la Diaconía elevada pro hac vice a título cardenalicio. 
En la Curia Romana es miembro de los siguientes organismos:
- Congregación para las causas de los santos (21 de abril de 2012 - ...)
- Congregación para los Obispos (21 de abril de 2012 - ...)
- Congregación para la Evangelización de los pueblos (21 de abril de 2012 - ...)

| Predecesor: Antônio Carlos Mesquita   | Arzobispo titular de Tamada 29 de abril de 1985 – 12 de febrero de 2012                             | Sucesor: Aldo Giordano           |
| Predecesor: Alfio Rapisarda           | Nuncio Apostólico de Bolivia 29 de abril de 1985 – 2 de octubre de 1989                             | Sucesor: Giovanni Tonucci        |
| Predecesor: Donato Squicciarini       | Pro-Nuncio Apostólico de Camerún 2 de octubre de 1989 - 24 de febrero de 1996                       | Sucesor: Félix del Blanco Prieto |
| Predecesor: Donato Squicciarini       | Pro-Nuncio Apostólico de Gabón 2 de octubre de 1989 - 24 de febrero de 1996                         | Sucesor: Luigi Pezzuto           |
| Predecesor: Giuseppe Leanza           | Nuncio Apostólico de Macedonia 12 de abril de 2003 – 9 de enero de 2011                             | Sucesor: Janusz Bolonek          |
| Predecesor: Card. Paolo Sardi         | Vice Camarlengo de la Santa Iglesia Romana 22 de enero de 2011 – 23 de julio de 2012                | Sucesor: Pier Luigi Celata       |
| Predecesor: Card. Bernard Francis Law | Arcipreste de la Basílica de Santa María la Mayor 21 de noviembre de 2011 – 28 de diciembre de 2016 | Sucesor: Stanisław Ryłko         |
| Predecesor: Urbano Navarrete          | Cardenal diácono de San Ponciano 18 de febrero de 2012 - ...                                        | Sucesor: en el cargo             |